# Гирда-Бербулешть
Гирда-Бербулешть, Гирда-Бербулешті (рум. Gârda-Bărbulești) — село у повіті Алба в Румунії. Входить до складу комуни Рошія-Монтане.
Село розташоване на відстані 313 км на північний захід від Бухареста, 45 км на північний захід від Алба-Юлії, 61 км на південний захід від Клуж-Напоки.

## Населення
За даними перепису населення 2002 року у селі проживали 106 осіб, усі — румуни. Усі жителі села рідною мовою назвали румунську.